# Lutica
Lutica es un género de arañas cazadoras de hormigas del orden Araneae. Fue descrito por George Marx en 1891.

## Especies
- Lutica abalonea Gertsch, 1961
- Lutica clementea Gertsch, 1961
- Lutica maculata Marx, 1891
- Lutica nicolasia Gertsch, 1961